# Vriezenbroek
Het Vriezenbroek is een natuurgebied aan de Zenne, op de grens van de dorpen Hofstade, Elewijt en Weerde -allen deelgemeenten van Zemst. Vriezenbroek is ruim 20 hectare groot en is grotendeels eigendom van Natuurpunt.
Het gebied ligt op de rechteroever van Zenne maar het is vooral de Barebeek die het biotoop bepaalt. Het Vriezenbroek ligt langs de verhoogde spoorlijn 27B, een aftakking van de spoorlijn Mechelen-Brussel. Aan de overzijde van de Barebeek liggen de gebieden Vriezenbroek-Kantoor en De Zavelput.

## Geschiedenis
Het gebied tussen de Barebeek en de Zenne is al eeuwenlang sterk agrarisch. Op de 18de-eeuwse Ferrariskaarten zijn voornamelijk weilanden en akkers te zien, met bomen – vermoedelijk knotwilgen – langs de oevers van de Barebeek. Gedurende de jaren 70 van de vorige eeuw veranderde het landschap sterk. In Weerde, op de linkeroever van de Zenne, werden grote hoeveelheden zandgrond afgegraven voor de aanleg van de E19. De bovenliggende kleigrond werd afgevoerd naar de buitengrenzen van het dorp. De zandgroeve zou uitgroeien tot de Weerdse Visvijver en het opgehoogde gebied maakt nu deel uit van het Vriezenbroek. De E19 vormt nu een barrière tussen beide natuurgebieden.
Enkele percelen in het gebied waren eigendom van de adellijke familie d'Udekem d'Acoz en decennialang was er langs de Barebeek en op enkele hogere percelen een wissenboer actief. Wisse zijn de eenjarige scheuten van een wilg die gebruikt worden bij het mandenvlechten. De vele knotwilgen in het gebied zijn hier levende restanten van. Op dat ogenblik was het domein eigendom van de familie d'Udekem d'Acoz. In 1998 werd het verkocht aan Natuurpunt en sindsdien wordt het als natuurgebied beheerd.

## Biotoop
Het Vriezenbroek kent op een relatief bescheiden oppervlakte een vrij divers landschap. Het gebied is een aaneenschakeling van weilanden en jonge bospercelen. Het bos bestaat voornamelijk uit wilg en enkele berken en zomereiken. In het zuiden zijn er twee percelen met aangeplante Canadapopulieren en aan de overzijde van de Barebeek een natuurlijk naaldbos. De opgehoogde gebieden liggen gemiddeld anderhalve tot twee meter hoger en hebben een toplaag uit klei. De lagere gebieden aan de Barebeek bestaan uit zandgrond en zijn vrij vochtig. De weilanden aan de Zenne kennen een zandleem bodem.

### Flora
De wilgenbossen worden voornamelijk aangevuld met vlier, braam en brandnetels. De weilanden bevatten onder meer diverse klaver- en zuringsoorten. Dankzij een intensief natuurbeheer, waarbij tweejaarlijks wordt gemaaid en afgevoerd, is een armere bodem ontstaan met een grotere diversiteit aan plantensoorten.

### Fauna
Het Vriezenbroek wordt bewoond door zoogdieren als konijnen, eekhoorns, reeën, vossen en steenmarters. Dankzij een betere waterkwaliteit komen er sinds enkele jaren opnieuw bevers voor op de Barebeek.
In het gebied broeden verschillende soorten roofvogels zoals buizerd, torenvalk, sperwer en wespendief. Overige broedvogels in het Vriezenbroek zijn onder meer boomklever en nachtegaal. De vochtige weilanden zijn een goed biotoop voor onder meer blauwe reiger, ooievaar en kievit.
In het Vriezenbroek zijn verscheidene poelen aangelegd om amfibieën en andere waterbewoners kansen te geven. Voorkomende soorten zijn onder meer alpenwatersalamanders en kleine watersalamanders.